# محمود خوردبین
محمود خوردبین (زادهٔ ۲ مهر ۱۳۲۷) بازیکن سابق فوتبال اهل ایران است. او در سال ۱۳۴۹ به‌عنوان یار کمکی برای تاج در مسابقات باشگاهی قهرمانی آسیا شرکت کرد و با این تیم قهرمان آسیا شد.

## دوران باشگاهی

### پرسپولیس
او در ۱۷ اردیبهشت ۱۳۵۳ در دیدار دوستانه پرسپولیس و آبردین که با برتری دو بر صفر پرسپولیس به پایان رسید، یک گل به ثمر رساند.

## افتخارات

### باشگاهی

#### پرسپولیس
- جام منطقه‌ای ایران (۱): ۱۳۵۰
- جام تخت جمشید (۲): ۱۳۵۲، ۱۳۵۴؛ نایب‌قهرمان (۲): ۱۳۵۳، ۱۳۵۵

#### تاج تهران
- مسابقات باشگاهی قهرمانی آسیا (۱): ۱۹۷۰[۵]

## حاشیه‌ها
وی سال‌ها سرپرست باشگاه پرسپولیس بود اما در سال ۱۳۹۰ پس از حرکت غیر ورزشی محمد نصرتی و شیث رضایی در یک تصمیم جمعی شامل بسیاری از مسئولان پرسپولیس، خبر برکناری او از طرف وزارت ورزش در رسانه‌ها اعلام شد، اما پس از گذشت چند روز این خبر تکذیب شد.